# Disulfur dioxide
Disulfur dioxide, dimeric sulfur monoxide hoặc SO dimer là một oxide của lưu huỳnh có công thức hóa học là S2O2. Chất rắn disulfur dioxide không ổn định với thời gian tồn tại là vài giây ở nhiệt độ phòng.

## Hình thành
Lưu huỳnh monoxide (SO) chuyển thành disulfur dioxide (S2O2) một cách tự nhiên và thuận nghịch. Vì vậy, chất này có thể được tạo ra bằng các phương pháp tạo ra lưu huỳnh monoxide. Disulfur dioxide cũng có thể hình thành bởi sự phóng điện trong lưu huỳnh dioxide (SO2). Một quy trình thí nghiệm khác là phản ứng nguyên tử oxy với carbonyl sulfide (OCS) hoặc hơi carbon disulfide (CS2).